# إكسو-تشينبيكشي
إكسو-سي بي إكس ((بالإنجليزية: Exo-CBX)‏ (هانغل: 엑소-첸백시) إكسو-تشينبيكشي؛ وتُكتب أحيانا هكذا EXO-CBX) هي أول وحدة فرعية رسمية من فرقة الفتيان الكورية الجنوبية-الصينية إكسو. شُكلت بواسطة إس إم إنترتينمنت في عام 2016، وتتكون الفرقة من ثلاثة أعضاء من إكسو: تشين، وبيكهيون، وشيومين. أسطوانتهم المطولة الأولي يا ماما! تم إصدارها في 31 أكتوبر 2016.

## ديسكوغرافيا

### ألبومات إستديو
- سحر (2018)

### أسطوانات مطولة
- يا ماما! (2016)
- الفتيات (2017)
- أيام تزهر (2018)[1]

## جولات
- السيرك السحري (2018)

## وصلات خارجية
إكسو-تشينبيكشي على موقع ميوزك برينز (الإنجليزية)
- إكسو-تشينبيكشي على موقع ديسكوغز (الإنجليزية)